# 白川深雪
白川 深雪（しらかわ みゆき、1970年 - ）は、日本のクラシック音楽のソプラノ歌手である。福岡県北九州市出身。東京二期会会員。著名な家族に棋士森下卓九段（義弟）。俳優の森下大地(甥）。

## 概要
3歳からピアノを習い始める。中高一貫校私立西南女学院中学校・高等学校に入学し合唱部に所属した後に声楽の道へ進む。京都市立芸術大学卒業・音楽学部賞受賞。同大学院修士課程音楽研究科声楽専攻を首席で修了。歌曲を蔵田裕行、C・オッカー、オペラを宮廷歌手J・スコヴォッティ、発声法をI・ヴァームサーに師事。コレペティトゥアとして指揮者のH・J・カウフマン、S・ゼーバスに師事。
読売文化センター「お勤め帰りのヴォイストレーニング」、ジュージヤカルチャーセンター「初めての声楽・入門」、「グーテン・タークドイツ語初級会話」、北九州日独協会「ドイツ語会話in北九州」講師。平成音楽大学講師。

## 経歴
1991年 RCV京都洛西ケーブルテレビ子供番組レギュラー出演 うたのおねえさん「洛西パンダ」、中継レポーター。音楽祭やイベント総合司会を務める。
1992年 第11回飯塚新人音楽コンクール第1位、及び優秀賞を受賞。
1993年 神戸電鉄主催でデビューリサイタルを開催。
1994年 第4回 J.S.G国際歌曲コンクール第1位、及び聴衆審査による特別賞を受賞。
1995年 日本演奏連盟ソロオーディションに合格。大阪いずみホールにおいてソロリサイタル開催。大阪文化祭賞奨励賞を受賞。同年、京都青山財団主催にてソロリサイタルを開催。第5回青山音楽賞を受賞。
1996年 京都市交響楽団定期演奏会指揮井上道義によるE・Wコルンゴルト「死の都」日本初演にて中丸美千絵と共演、ルシエンヌ役を演じる。
1997年 第8回日本モーツァルトコンクール第2位。京都青山財団海外研修費にてドイツへ留学。
1998年 モーツァルト音楽大賞優秀賞受賞。NHK FM「土曜リサイタル」にてシューベルト歌曲（ピアニスト岡原慎也）が放送される。ニューメディア山口プラザにてエフエム山口公開録音ソロリサイタルを開催。
1999年 京都市交響楽団第2代目常任指揮者のハンス・ヨアヒム・カウフマンを伴奏者に迎え音楽賞研修披露演奏会を開く。井上道義 指揮「京響ニューイヤーコンサートにソリスト出演。KBS京都にてTV放映される。
第6回芸術祭典＜京＞にて茂山千之丞 演出の楽劇「求女塚」に、主演河村和重（能楽師）「菟名日処女」の声役として出演。若林正人の『クラシックバンザイ！』や朝日放送の『クリスマスコンサート』などにも出演。
2000年 ラジオブレーメンにて指揮者ハンス・ヨアヒム・カウフマンのピアノにて氏自身の作曲による歌曲、シューマン「女の愛と生涯」、H.ヴォルフを収録、放送される。
2001年 ウイーン国立音楽大学マスターコース受講。教授インゲボルグ・ヴァームサーに師事。
2002年 国際歌曲マイスターコースにてヘルムート・ドイチュ、ディートリヒ・ヘンシェル、ジェームス・テーラーの指導を受ける南ドイツ・シュトゥットガルト近郊のバットウラハでの秋の音楽祭インゲ・ボルグのオペラ講習クラスにて演奏。
2004年 エテルセン城主催のリーダーアーベントに出演。ドイツブレーメン州、ニーダーザクセン州にて主に教会や古城にてドイツ歌曲のリサイタルを開催する。ブレーマーフィルハーモニー管弦楽団とバッハカンタータ51番を共演。ウイーン・シューベルト教会、グーテンブルグ城にて演奏。
2008年 帰国
2009年 九州交響楽団定期演奏会にソリスト出演。
2012年 イタリアミラノにてオペラ研修ミラノ郊外においてコンサートに出演。
2013年 北九州市市制50周年記念オペラ公演「アイーダ」にてアイーダ役を演じる。
2014年 北九州環境推進事業企画オペラ公演「なの花のおはなし」にてお母さん役を演じる。その他政治家をはじめとする議員の会式典、国連の会等での演奏。「蝶々夫人」蝶々夫人役。
2015年 ポリテアーマ・グレコ歌劇場（Teatro Politeama (Lecce) イタリア・レッチェ）「蝶々夫人」蝶々夫人役。
2016年 日伊国交150周年記念「ジャンニ・スキッキ」ラウレッタ役、「カヴァレリア・ルスティカーナ」ローラ役
2017年 トリエステ・ヴェルディ歌劇場(Teatro Verdi (Trieste))「ジャンニ・スキッキ」ラウレッタ役、「カヴァレリア・ルスティカ―ナ」ローラ役
2018年 「修道女アンジェリカ」アンジェリカ役、北九州市市制55周年記念「ランメルモールのルチア」ルチア役
2019年 トリエステ・ヴェルディ歌劇場シーズンオペラ「カルメン」ミカエラ役
2020年 「トゥーランドット」リュー役で出演予定

## オペラ出演歴
- 《椿姫》ヴィオレッタ、フローラ
- 《フィガロの結婚》伯爵夫人、ケルビーノ
- 《ジャンニ・スキッキ》ラウレッタ
- 《ディドとエネアス》ディド
- 《コジ・ファン・トゥッテ》フィオルディリージ
- 《ヘンゼルとグレーテル》お母さん
- 《アイーダ》アイーダ役
- 《蝶々夫人》蝶々夫人
- 《修道女アンジェリカ》アンジェリカ
- 《ランメルモールのルチア》ルチア
- 《カルメン》ミカエラ

## オラトリオソリスト出演歴
- バッハ「カンタータ51番」、「ロ短調ミサ」
- ヘンデル「メサイヤ」
- ハイドン「四季」
- ヴィヴァルディ「グローリアミサ」
- メンデルスゾーン「真夏の夜の夢」
- モーツアルト「戴冠ミサ」
- ベートーヴェン「交響曲第9番」
- フォーレ「レクイエム」
- マーラー「交響曲第4番」
- R・シュトラウス「四つの最後の歌」
- J.シュトラウス「春の声」

## ディスコグラフィー
- 1994年チャイルドブック出版CD「親子のふれあい音楽会「キティちゃんといっしょ」
- 1998年「こどものうた200」CD全曲集10枚組
- 2017年「詩人の夢」ソプラノと弦楽四重奏によるドイツ歌曲集 白川深雪＆ミラージュクヮルテット。ぶらあぼ10月号掲載、レコード芸術11月号推薦、音楽現代推薦盤、ＣＤ Jouernal11月号掲載。